# 施陶芬山
47°22′34″N 9°45′19″E / 47.37611°N 9.75528°E

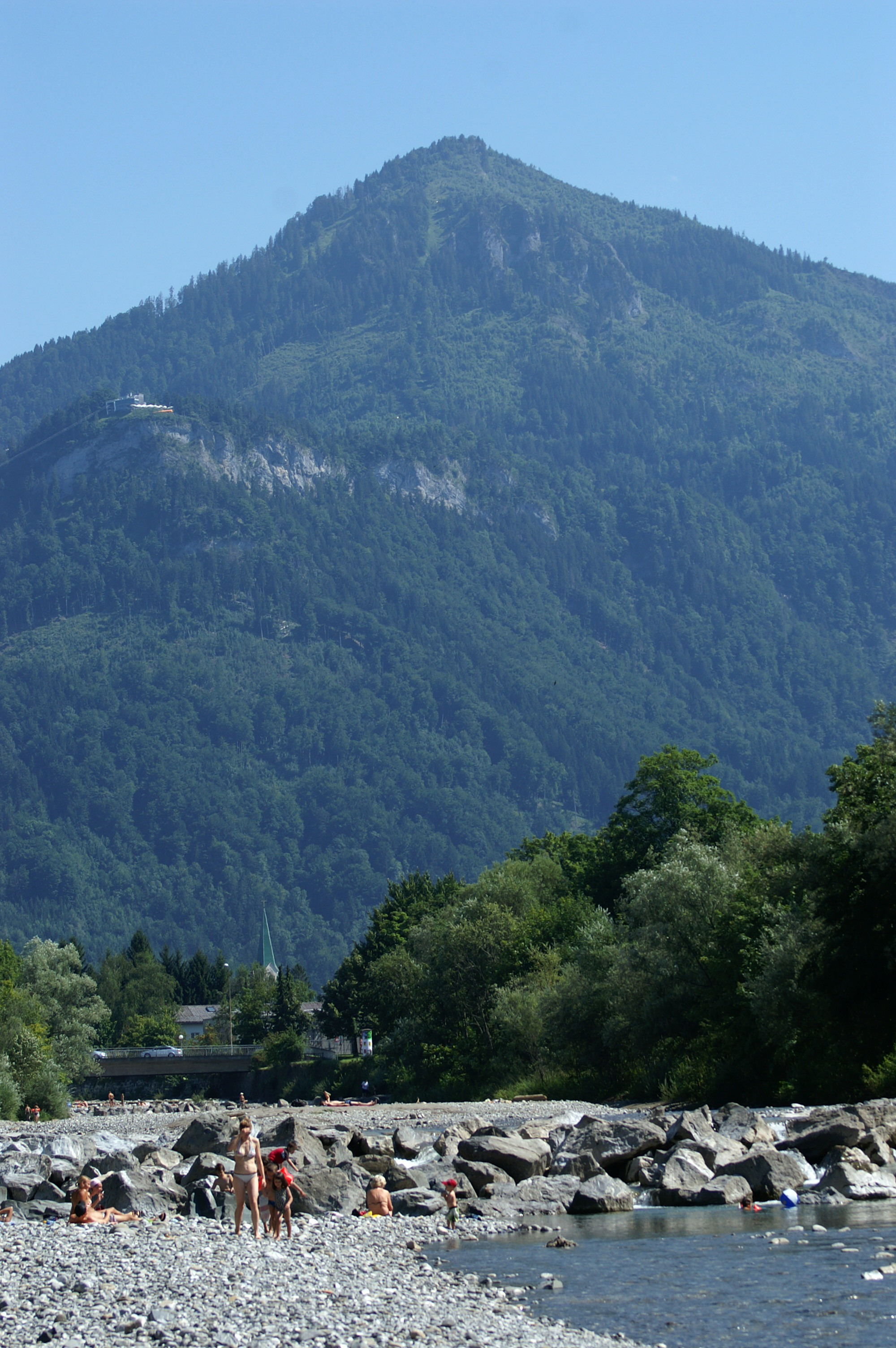

施陶芬山（德語：Staufen），是奧地利的山峰，位於該國西部，由福拉爾貝格州負責管轄，屬於布雷根茨森林山脈的一部分，海拔高度1,465米，每年平均降雨量1,852毫米。